# Érudit (édition)
 (octobre 2022).
Si vous disposez d'ouvrages ou d'articles de référence ou si vous connaissez des sites web de qualité traitant du thème abordé ici, merci de compléter l'article en donnant les références utiles à sa vérifiabilité et en les liant à la section « Notes et références ».
Pour les articles homonymes, voir Érudit (homonymie).
Érudit est un organisme sans but lucratif québécois dont la mission principale est la diffusion et la promotion des résultats de la recherche savante, principalement en sciences humaines et sociales ; la plateforme regroupe également certaines revues en sciences naturelles et en environnement. Depuis l'hiver 2010, les revues culturelles québécoises membres de la Société de développement des périodiques culturels québécois (SODEP) sont intégrées à la plateforme, ce qui ajoute le volet de la culture au mandat d'Érudit. Fondé en 1998 à l’initiative des Presses de l'Université de Montréal, Érudit est un consortium interuniversitaire qui regroupe aujourd'hui l’Université de Montréal, l'Université Laval et l’Université du Québec à Montréal (UQAM). Érudit comprend deux centres de production, un premier au Centre d’édition numérique de l’Université de Montréal et un deuxième à la bibliothèque de l’Université Laval à Québec.

## Histoire
Dès 1996-1997, un projet pilote des Presses de l'Université de Montréal (PUM) est mis en place pour amorcer la transition des revues savantes vers le numérique. Autrefois nommé « Direction des publications électroniques », ce projet pilote teste la numérisation avec SGML de deux revues, Géographie physique et Quaternaire et Surfaces. Devant le succès de cette première étape, un nouveau projet se met en marche sous l'impulsion d'Industrie Canada pour éditer numériquement plusieurs autres revues : le VCOSP (Virtual Centre for Online Scholarly Publishing). Rapidement renommée Virtuoso, cette première ébauche avait pour objectif d’être le lieu de production et d’hébergement des revues. La production éditoriale numérique devait être offerte aux revues, à partir des textes prêts à être publiés. Cependant, après la présentation du projet par Industrie Canada en 1998, plusieurs contestations du modèle proposé sont soulevées par la communauté scientifique : la procédure était trop centralisée autour des ressources de l'Université de Montréal. Virtuoso est ainsi rapidement abrogé. La seule réalisation marquante de ce projet est d'avoir établi pour la première fois un réseau d'échange d'informations interuniversitaire pour les chercheurs s'intéressant à l'édition numérique. Ce groupe sera par la suite à l'origine du projet Synergies.

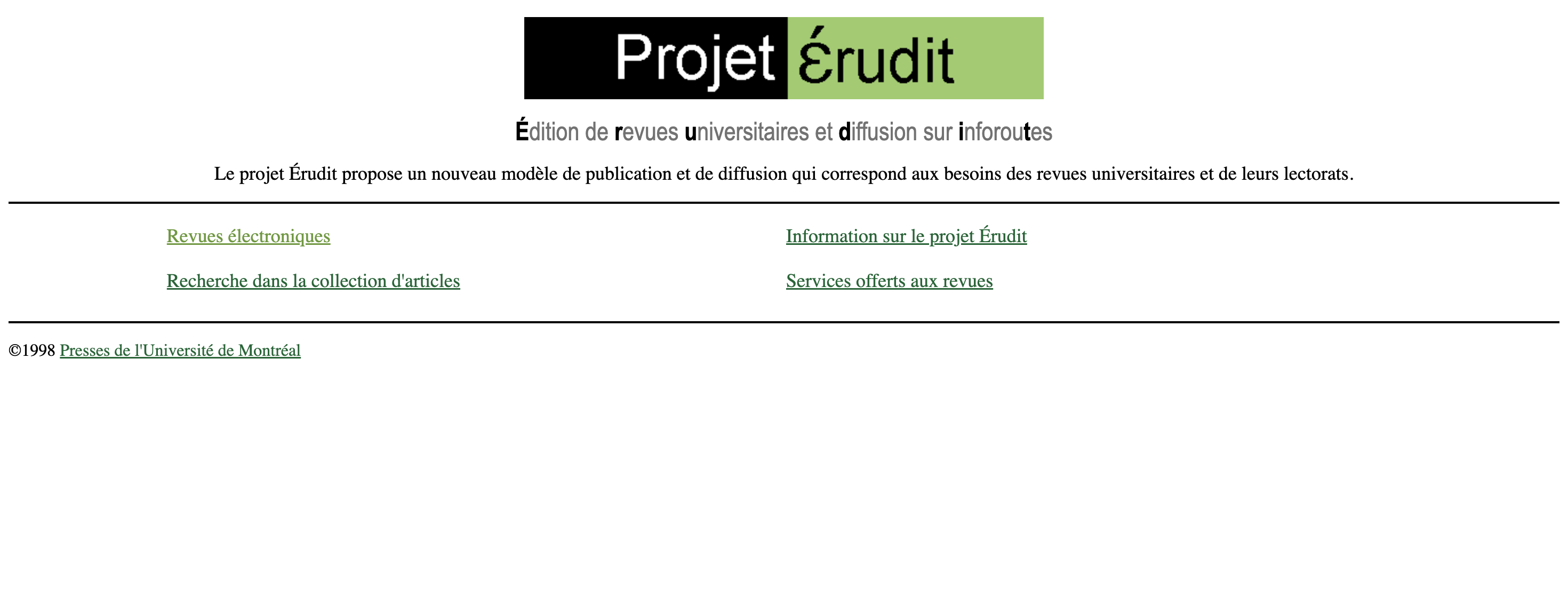
Site web d'Érudit en date du 28 avril 1999.

C’est le Fonds pour la formation des chercheurs et l’aide à la recherche (Fonds FCAR) qui devient finalement le premier partenaire de l’équipe des PUM en lui confiant la réalisation d’un projet pilote visant à répondre à des questions concernant « les aspects technologiques, économiques et institutionnels liés à l’édition numérique de revues savantes ». C’est ainsi que naît Érudit avec le projet IRIS qui « propose un nouveau modèle pour la revue savante, pour effectuer une transition vers le numérique qui soit économiquement viable ». L'objectif principal de ce nouveau projet pilote est « d’obtenir des recommandations ou des réponses aux questions posées par le comité pour que nous puissions offrir un soutien efficace et cohérent aux revues électroniques dans le cadre du prochain concours destiné aux revues scientifiques ». Les premières revues diffusées numériquement grâce au site web d'Érudit lancé en 1998 sont : Géographie physique et Quaternaire, Sociologie et Sociétés, Meta, Relations Industrielles / Industrial Relations et Revue d'histoire de l'Amérique française.
Bien que le projet pilote du Fonds FCAR portait principalement sur l'édition des numéros courants des revues, il fut convenu au sein d'Érudit qu'il était tout aussi important de débuter la numérisation rétrospective de numéros déjà publiés. Grâce à une subvention du CRSH et d'Industrie Canada, les revues Meta et Sociologie et Sociétés ont ainsi pu numériser leurs collections et les ajouter à la plateforme d'Érudit.
À partir de 2000, c’est une nouvelle instance de l’Université de Montréal : la Division du traitement de l’information, qui reprend Érudit en main. Cette nouvelle instance créée au sein de la Direction générale des technologies de l’information et de la communication (DGTIC) de l'Université de Montréal permet la stabilisation d'Érudit comme projet d'édition scientifique en plus d'ouvrir la possibilité d'effectuer des contrats plus spécifiques en lien avec l'économie de l'information. Puis, en réponse au besoin pressant des universités québécoises à avoir une instance offrant des services d'édition numérique pour la communauté académique est créé le Groupe interuniversitaire pour l’édition numérique (GIEN). Ce groupe est à l'origine composé de la Direction des technologies de l’information et de la communication de l’Université de Montréal, du Réseau d’informations scientifiques du Québec (RISQ), des Presses de l’Université de Montréal, des Presses de l'Université Laval, de la Direction de la diffusion du Service de la recherche et de la création de l’Université du Québec à Montréal (UQAM) et de la Bibliothèque de l’Université Laval et permet de s’adjoindre l’aide de l’Université Laval et de l’Université du Québec à Montréal (UQAM).
En 2001, le GIEN obtient le mandat de réaliser un portail dont l’objectif est de « rendre visibles et accessibles, aux chercheurs et au grand public du monde entier, par le biais de l’Internet, les textes et le contenu des revues scientifiques qu’il héberge par les moyens de diffusion électronique à la pointe des technologies de l’information ». Deux centres de production éditoriale, l’un à l’Université de Montréal, l’autre à l’Université Laval, sont mis sur pied pour alimenter la plateforme en contenu.

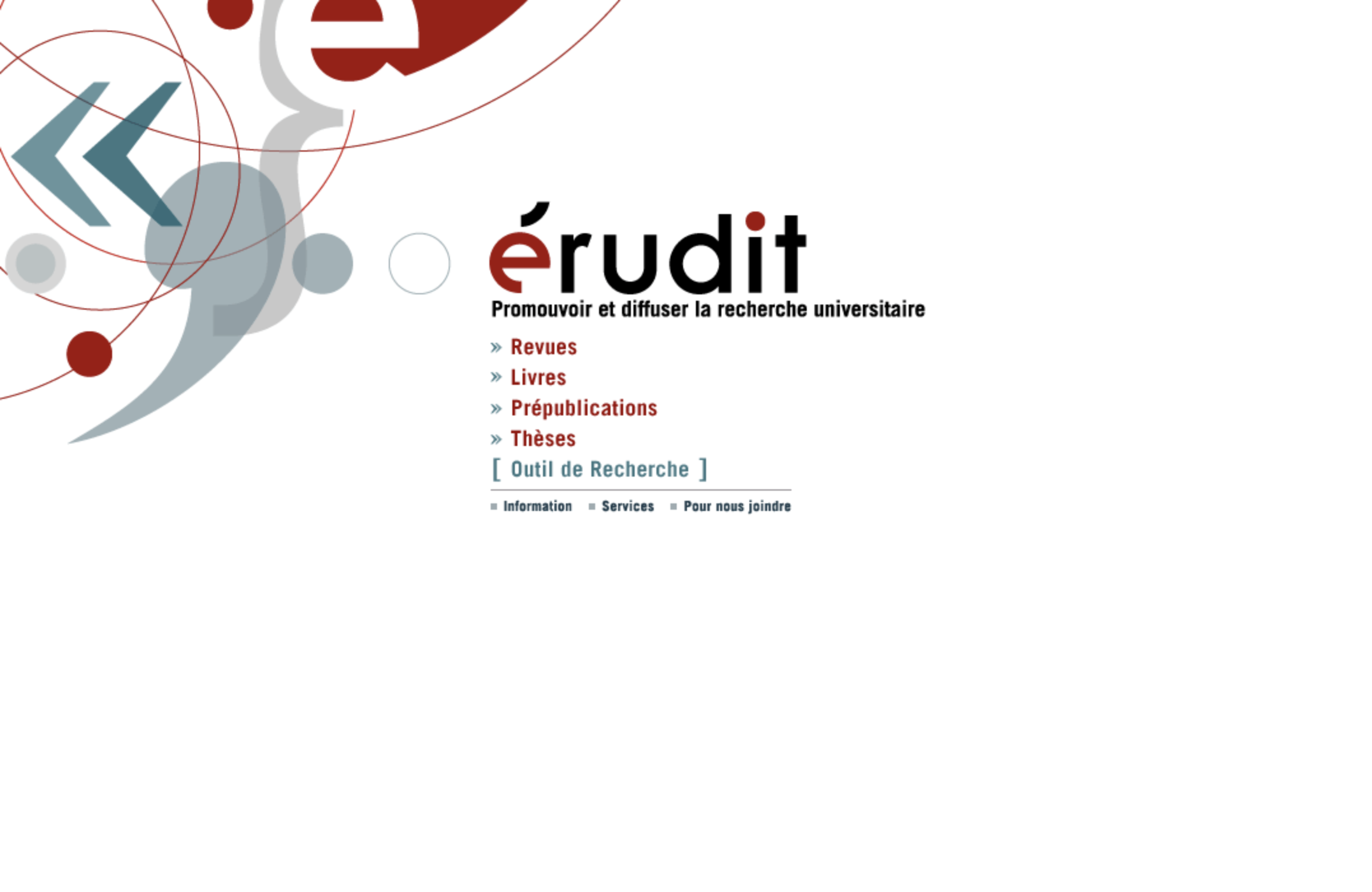
Deuxième plateforme d'Érudit en date du 20 novembre 2002. https://web.archive.org/web/20021120020706/http://www.erudit.org/

Une deuxième génération de la plateforme d'Érudit est mise en ligne le 24 octobre 2002. La première version n'était pas capable de suivre l'intérêt croissant du monde de l'édition pour le numérique ainsi que les demandes de la communauté scientifique. Le portail inclut désormais, en plus des revues, des livres, des prépublications ainsi que des thèses. Le GIEN désire avec cette nouvelle plateforme que l'étudiant ou le chercheur n'effectue plus de recherches nécessairement par genre, mais aussi par thématiques, mot-clés ou auteurs. À ce moment, plus de 6000 documents en accès libre sont disponibles sur Érudit,.
Une entente permettant à Érudit de diffuser le contenu de Persée et vice-versa est conclue en 2003.

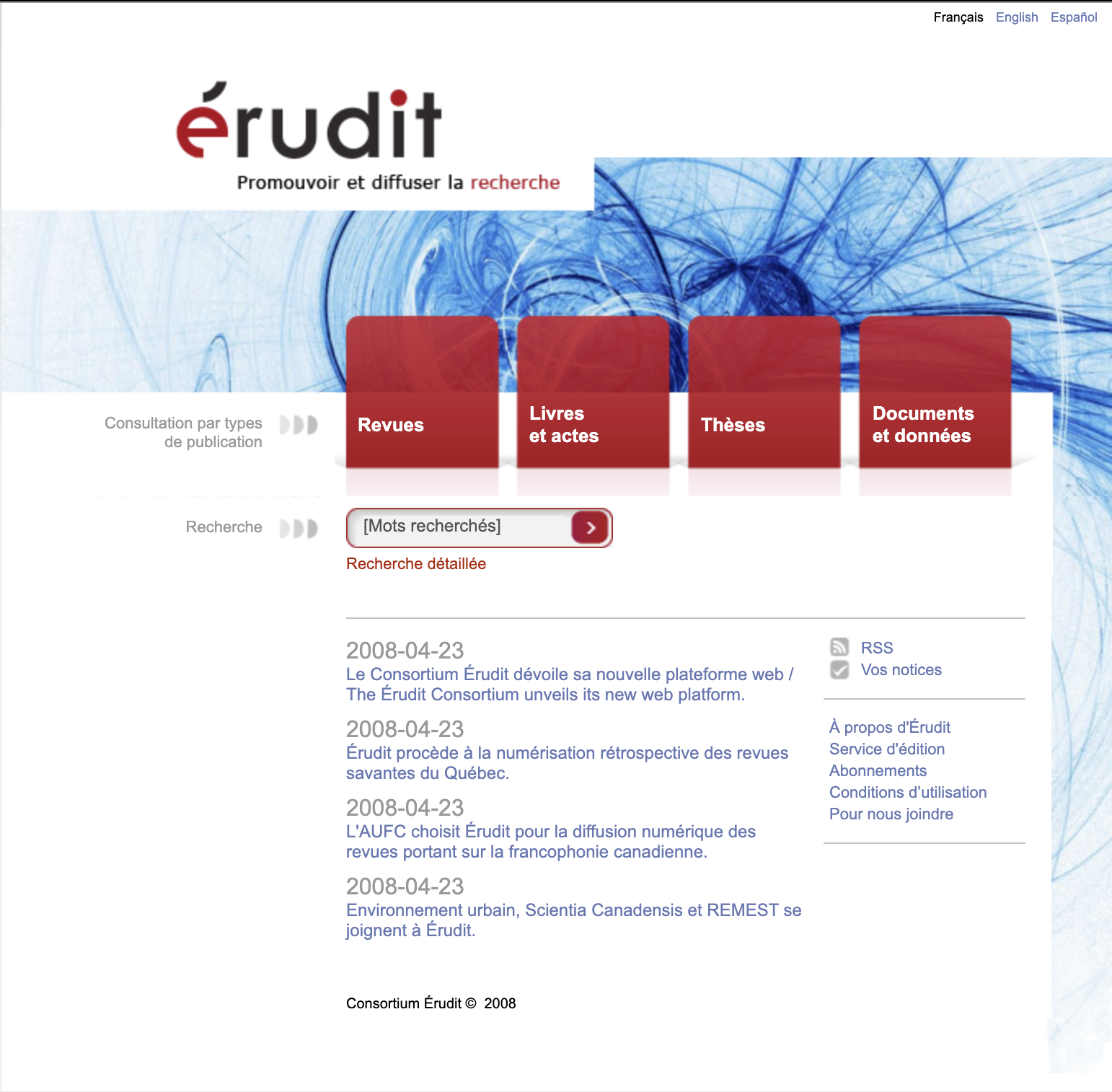
Troisième plateforme d'Érudit en date du 30 avril 2008.

Une troisième version de la plateforme est lancée le 23 avril 2008 grâce à une importante contribution financière du ministère du Développement économique, de l’Innovation et de l’Exportation (MDEIE) du Québec. Le lancement de cette nouvelle plateforme marquait le dixième anniversaire d'Érudit. En plus de complètement revoir l'interface graphique du site web, les utilisateurs peuvent maintenant consultés la plateforme d'Érudit en français, anglais et espagnol. Les outils de recherche se sont aussi grandement bonifiés et diversifiés : filtres des résultats de recherche selon plusieurs critères, index auteurs-titres par collection de revue, exportation des notices, notamment pour l’utilisation de logiciels de gestion bibliographique, interrogation Z39.50, indexation pour recherche et navigation des fonds de plateformes partenaires, etc. Cette nouvelle interface a fait bondir la quantité de consultations : uniquement en 2008, 3,6 millions d'utilisateurs ont accédé à Érudit.
Une quatrième version de la plateforme est lancée en 2017.

## Financement
Au cours de son évolution, Érudit a pu bénéficier, entre autres, du soutien financier du Fonds québécois de la recherche sur la nature et les technologies, du Fonds québécois de recherche sur la société et la culture, du Fonds de l'autoroute de l'information du gouvernement du Québec, du ministère du Développement économique, de l'Innovation et de l'Exportation (MDEIE) et du ministère de l'Éducation, du Loisir et du Sport (MELS).

## Activités d'édition numérique
D'abord spécialisé dans la production et la diffusion numérique de revues universitaires, Érudit comporte aujourd'hui des revues culturelles, des thèses et des mémoires provenant de onze universités québécoises, des actes de colloques, des rapports de recherche et des livres numérisés. Une zone intitulée « Documents et données » reposant sur le logiciel DSpace offre également aux centres, chaires et instituts de recherche participants un espace où verser données brutes, prépublications, rapports et notes de recherche, etc. et ainsi assurer leur conservation à long terme et leur diffusion.
La production éditoriale réalisée chez Érudit repose sur l’usage du XML. Les articles sont balisés sémantiquement à l’aide du schéma Érudit Article, conçu par l’équipe Érudit du Centre d’édition de l’Université de Montréal.
Plus de 85 % du contenu disponible sur la plateforme est en accès libre en raison du principe de la barrière mobile qui ne restreint l’accès des internautes qu’aux articles publiés au cours des deux dernières années. De nombreuses revues ont fait l’objet d'une numérisation rétrospective, ce qui explique que plusieurs collections sont disponibles dans leur intégralité sur Érudit. Des accords de mutualisation des fonds permettent à la plateforme de diffuser les collections du portail français Persée et des Presses du Conseil national de recherches du Canada. Érudit assure également la commercialisation des fonds de l’Electronic Text Center de l’Université du Nouveau-Brunswick.

## Coalition Publica
Dans le cadre d'une demande commune de subvention à la Fondation canadienne à l'innovation (FCI), Érudit établit un partenariat avec le Public Knowledge Project en créant Coalition Publica au printemps 2017. Ce nouveau partenariat, à l'origine subventionné pour une période de cinq ans, vise à « rassembler éditeurs de revues savantes canadiennes, bibliothèques universitaires et chercheurs, ainsi qu’à créer des services qui leur sont destinés. » En associant l’Open Journal System ainsi que la plateforme d'Érudit, Coalition Publica développe une infrastructure canadienne ouverte et non commerciale destinée à la recherche, à la diffusion et à la publication savante numérique,.

## Disciplines
Trente-cinq disciplines sont couvertes par Érudit :
- Anthropologie et ethnologie
- Archéologie
- Arts
- Arts visuels
- Biologie
- Cinéma
- Démographie
- Droit
- Eau et environnement
- Économie
- Éducation
- Étude des arts et des lettres
- Étude des langues
- Études féministes
- Études littéraires
- Études urbaines
- Génie
- Géographie
- Histoire
- Littérature
- Mathématiques
- Philosophie
- Psychologie
- Relations industrielles
- Sciences de la gestion
- Sciences de la santé
- Sciences de la terre
- Sciences humaines et sociales
- Sciences physiques
- Sciences politiques
- Sémiologie
- Service social
- Sociologie
- Théâtre
- Théologie

## Plateforme Synergies
Le consortium Érudit constitue par ailleurs le pôle Québec de la plateforme pancanadienne Synergies. L’Université de Montréal est à la tête du projet, qui regroupe aussi l’Université Simon Fraser, L’Université de Calgary, l’Université de Toronto et l’Université du Nouveau-Brunswick. Synergies agrège les collections numériques d'Érudit ainsi que celles des quatre autres composantes du réseau.

## Associés et partenaires
Associés :
- Université de Montréal
- Université Laval
- Université du Québec à Montréal

Partenaires :
- Agence universitaire de la Francophonie
- Canadian Science Publishing
- Centre d’expertise numérique pour la recherche (CEN-R)
- Centre for Digital Scolarship
- Fondation canadienne pour l'innovation
- Fonds de recherche du Québec - Société et culture
- Persée
- Public Knowledge Project
- Presses de l'Université de Montréal
- Réseau canadien de la documentation pour la recherche
- SODEP